# 이자촌
이자촌(伊佐村)은 효고현 야부군에 있던 촌이다. 현재의 야부시 동쪽 끝에 해당한다.

## 역사
- 1889년 4월 1일 - 정촌제 시행에 의해 7촌의 구역을 가지고 성립하였다.
- 1955년 2월 1일 - 요카정, 다카야나기촌, 슈쿠나미촌과 합병해 새로운 요카정이 성립, 동일 이자촌은 폐지되었다.

## 교통

### 철도
현재는 구촌지역에 일본국유철도 산요본선이 지나가지만 역은 소재하지 않았다. 요카역은 가까운 위치에 소재한다.

## 참고문헌
- 角川日本地名大辞典 28 兵庫県